# Бјелај
Бјелај је насељено мјесто и село у Босни и Херцеговини, у општини Босански Петровац, које административно припада Федерацији Босне и Херцеговине.
Село Бјелај чине насељена мјеста Бјелај, Бјелајски Ваганац, Бусије, Мали Стјењани и Цимеше. Становници ових пет мјеста називају се Бјелајци. Границе села поклапају се са границама Катастарске општине Бјелај. Наведена насељена мјеста овог села чине Мјесну заједницу Бјелај.
Према попису становништва из 1991. у насељеном мјесту Бјелај живјело је 187 становника.

## Становништво
Према попису становништва СФРЈ 1991. године мјесна заједница Бјелај имала је 626 становника.
| Демографија | Демографија | Демографија |
| Година      | Становника  | Становника  |
| ----------- | ----------- | ----------- |
| 1961.       | 333         |             |
| 1971.       | 355         |             |
| 1981.       | 288         |             |
| 1991.       | 187         |             |
| 2013.       | 96          |             |

## Знамените личности
- Рената Агостини Шарац, српска глумица, театролог и универзитетски професор, отац из Цимеша.
- Душан Бањац, пуковник Војске Републике Српске и универзитетски професор, рођен у Бјелајском Ваганцу.
- Махмут Ибрахимпашић Машо, народни херој Југославије, рођен у Бјелају.
- Илија Миљуш, српски фудбалер и фудбалски тренер, отац из Цимеша.
- Петар Салапура, пуковник Војске Републике Српске, рођен у Цимешама.
- Вељко Совиљ, пуковник ЈНА, учесник Народноослободилачке борбе и носилац Партизанске споменице, рођен у Бусијама, а одрастао у Врточу.
- Ахмет Хромаџић, југословенски књижевник и писац за дјецу, рођен у Бјелају.